# الدوري الألماني لكرة السلة 2007–08
الدوري الألماني لكرة السلة 2007–08 (بالألمانية: Basketball-Bundesliga 2007/08)‏ هو موسم من الدوري الألماني لكرة السلة. أقيم خلال الفترة 7 أكتوبر 2007 وحتى 17 يونيو 2008، وشارك فيه  18 فريقاً، وفاز فيه ألبا برلين.